# Pieces accessories
Pieces accessories er en dansk butikskæde, der sælger accessories af samme navn og produceres af den jyske tøjkoncern Bestseller.
Mærket Pieces accessories blev introduceret af Bestseller i 2003.